# Егона
Егона (в верховье Егонушка) — река в России, протекает по Красногорскому району Алтайского края. Устье реки находится в 21 км от устья Чапши по правому берегу. Длина реки составляет 11 км.

## Данные водного реестра
По данным государственного водного реестра России относится к Верхнеобскому бассейновому округу, водохозяйственный участок реки — Катунь, речной подбассейн реки — Бия и Катунь. Речной бассейн реки — (Верхняя) Обь до впадения Иртыша.